# Бецольд, Карл
Карл Бецольд (нем. Carl Bezold; 18 мая 1859, Донаувёрт, Швабия — 21 ноября 1922, Гейдельберг) — немецкий семитолог и ассириолог.
Несколько лет работал в Британском музее (Лондон). Разбирал коллекцию клинописных табличек из библиотеки Ашшурбанипала и из Тель-эль-Амарнского архива.
В 1884 году совместно с Ф. Хоммелем основал журнал «Zeitschrift für Keilschriftforschung und verwandte Gebiete» (впоследствии «Zeitschrift für Assyriologie und verwandte Gebiete»).
С 1894 года профессор в Гейдельберге.
Выступал против панвавилонизма.

## Сочинения
- Catalogue of the cuneiform tablets in the Kouyunjik collection of the British museum, v. 1-6, L., 1889—1914; в рус. пер.- Ассирия и Вавилония, СПБ, 1904.